# Kindling (film)
 For alternative betydninger, se Kindling. (Se også artikler, som begynder med Kindling)
Kindling er en amerikansk stumfilm fra 1915 af Cecil B. DeMille.

## Medvirkende
- Charlotte Walker som Maggie Schultz.
- Thomas Meighan som Heine Schultz.
- Raymond Hatton som Steve Bates.
- Mrs. Lewis McCord som Mrs. Bates.
- William Elmer som Rafferty.